# Autonome Region Sizilien
Die Autonome Region Sizilien (italienisch Regione Siciliana; sizilianisch Riggiuni Siciliana) ist eine der 20 Regionen der Italienischen Republik. Sie umfasst die Insel Sizilien und einige vorgelagerte kleinere Inseln und Inselgruppen.
Die Region hat eine Fläche von 25.703 km² und 4.779.371 Einwohner (Stand: 31. Dezember 2024), womit ihre Bevölkerungsdichte ähnlich der von Italien selbst ist. Hauptstadt und Regierungssitz der Autonomen Region sowie ihre einwohnerstärkste Stadt ist Palermo. Weitere große Städte sind Catania, Messina und Syrakus.

## Politisches System
Sizilien hat den Status einer autonomen Region mit Sonderstatut (italienisch Regione a statuto speciale), der eine eigene Regionalverfassung und eine größere Autonomie in den Bereichen Verwaltung und Finanzen garantiert.

### Territorium
Das Territorium der Autonomen Region Sizilien ist in der Verfassung (dem Sonderstatut) der Region festgelegt. Es umfasst neben der Hauptinsel Sizilien die Inselgruppen der Ägadischen, Liparischen und Pelagischen Inseln sowie die Einzelinseln Ustica und Pantelleria.

### Verfassung
Die Verfassung der Autonomen Region Sizilien ist das Sonderstatut, das den Rang eines italienischen Verfassungsgesetzes hat. Für eine Änderung des Sonderstatuts gelten daher dieselben Bedingungen wie für die Änderung der italienischen Verfassung.
Das Sonderstatut legt zunächst das Territorium der Autonomen Region Sizilien fest. Es definiert dann die Verfassungsorgane der Autonomen Region Sizilien: die Regionalversammlung als Parlament und das Regionalkabinett und den Präsidenten der Region als Regierung.
Das Sonderstatut regelt unter anderem die Gebiete, in denen die Autonome Region Sizilien die volle Gesetzgebungskompetenz hat. Das sind vor allem die Kulturgüter, Landwirtschaft, Fischfang, territoriale Fragen und Tourismus. Weiter garantiert das Sonderstatut die Finanzhoheit Siziliens über die eigenen Steuereinnahmen.

### Legislative

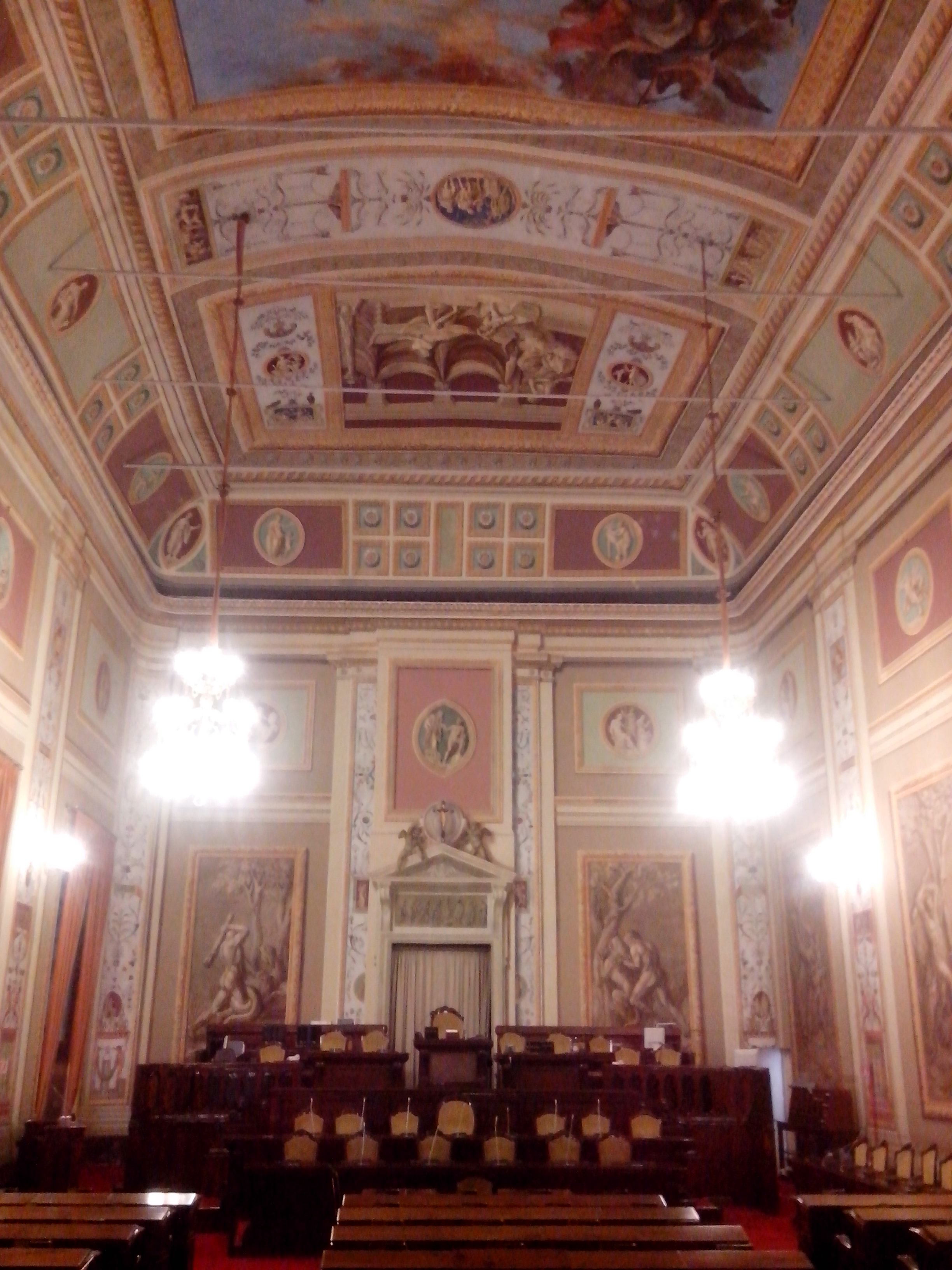
Sala d’Ercole, Plenarsaal der Sizilianischen Regionalversammlung im Palazzo dei Normanni

Die Legislative der Autonomen Region Sizilien wird durch die Sizilianische Regionalversammlung (Assemblea Regionale Siciliana) gebildet. Die Regionalversammlung besteht aus 70 Abgeordneten (bis 2017 waren es 90), die alle fünf Jahre gewählt werden.
Von den 70 Sitzen werden
- 62 durch Proporzwahl in den Provinzen bzw. Metropolitanstädte bestimmt. Es gilt eine 5%-Hürde.
- 7 Sitze entfallen auf die Liste des gewählten Präsidenten der Region, inklusive des Präsidenten selbst.
- 1 Sitz ist für den Präsidentenkandidaten reserviert, der bei der Wahl an zweiter Stelle lag.

Der Sitz der Sizilianischen Regionalversammlung ist der Normannenpalast in Palermo. Die Sala d’Ercole (Herkulessaal) dieses Palasts dient der Versammlung als Plenarsaal.
Die letzte Wahl zur Regionalversammlung fand am 25. September 2022 statt.

### Exekutive
Die Exekutive der Autonomen Region Sizilien wird durch den Präsidenten der Region (Presidente della Regione) und ein Kabinett (Giunta regionale) aus 12 Ministern (Assessori Regionali) gebildet.
Seit 2001 müssen die Minister nicht Abgeordnete der Regionalversammlung sein. Ebenfalls seit 2001 wird der Präsident der Region (bis damals Presidente della Giunta Regionale genannt) nicht mehr von der Regionalversammlung gewählt, sondern direkt von der Bevölkerung.
Sitz der Präsidenten und der Regionalregierung ist der Palazzo d’Orleans in Palermo an der Piazza Indipendenza westlich des Normannenpalasts.
Präsident der Region Sizilien ist seit September 2022 Renato Schifani der Forza Italia. 

### Parteien
Die großen politischen Parteien Italiens sind auch in Sizilien vertreten. Daneben gibt es in Sizilien einige kleinere Regionalparteien.

## Wirtschaft
Mit einem BIP pro Kopf von 17.600 Euro, was nur 61 % der EU-Durchschnitts in Kaufkraftparität beträgt, ist Sizilien eine der ärmsten Regionen Italiens. Mit einem Wert von 0,845 erreicht Sizilien den letzten Platz unter den 20 Regionen Italiens im Index der menschlichen Entwicklung.
Die Arbeitslosenquote betrug 21,5 % im Jahre 2017 und war eine der höchsten in Italien und ganz Europa. Knapp die Hälfte aller Jugendlichen hatten keine Arbeit.
| Jahr                     | 2006   | 2007   | 2008   | 2009   | 2010   | 2011   | 2012   | 2013   | 2014   | 2015   | 2016   | 2017   |
| ------------------------ | ------ | ------ | ------ | ------ | ------ | ------ | ------ | ------ | ------ | ------ | ------ | ------ |
| Arbeitslosenquote (in %) | 13,4 % | 12,9 % | 13,7 % | 13,8 % | 14,6 % | 14,3 % | 18,4 % | 21,0 % | 22,2 % | 21,4 % | 22,1 % | 21,5 % |

## Politische Gliederung
Die Autonome Region Sizilien ist in sechs Freie Gemeindekonsortien und drei Metropolitanstädte gegliedert, die wiederum in insgesamt 391 Gemeinden unterteilt sind. Die Freien Gemeindekonsortien bzw. Metropolitanstädte sind nach ihren jeweiligen Hauptstädten benannt. Die Verwaltungseinheit mit den meisten Einwohnern und der größten Fläche ist die Metropolitanstadt Palermo, am dichtesten besiedelt ist die Metropolitanstadt Catania und die meisten Gemeinden hat die Metropolitanstadt Messina.

Freie Gemeindekonsortien und Metropolitanstädte Siziliens

| Freies Gemeindekonsortium bzw. Metropolitanstadt | Hauptstadt    | ISO   | Gemeinden | Einwohnerzahl (31. Dezember 2024) | Fläche (km²) | Bevölkerungs- dichte (Einw./km²) |
| ------------------------------------------------ | ------------- | ----- | --------- | --------------------------------- | ------------ | -------------------------------- |
| Agrigent                                         | Agrigent      | IT-AG | 43        | 408.059                           | 3.052,59     | 134                              |
| Caltanissetta                                    | Caltanissetta | IT-CL | 22        | 244.913                           | 2.138,37     | 115                              |
| Catania                                          | Catania       | IT-CT | 58        | 1.068.563                         | 3.552,20     | 301                              |
| Enna                                             | Enna          | IT-EN | 20        | 152.387                           | 2.574,70     | 59                               |
| Messina                                          | Messina       | IT-ME | 108       | 595.948                           | 3.247,34     | 184                              |
| Palermo                                          | Palermo       | IT-PA | 82        | 1.194.439                         | 4.992,23     | 239                              |
| Ragusa                                           | Ragusa        | IT-RG | 12        | 320.976                           | 1.614,02     | 199                              |
| Syrakus                                          | Syrakus       | IT-SR | 21        | 382.690                           | 2.124,13     | 180                              |
| Trapani                                          | Trapani       | IT-TP | 25        | 411.396                           | 2.460,08     | 167                              |
| Sizilien                                         | Palermo       | IT-82 | 391       | 4.779.371                         | 25.702,82    | 186                              |

## Geschichte
Das Sonderstatut der autonomen Region Sizilien wurde bereits vor der Verfassung der Italienischen Republik verabschiedet und am 15. Mai 1946 von König Umberto II. unterzeichnet. Mit diesem Statut sollte den separatistischen Bestrebungen auf Sizilien der Wind aus den Segeln genommen werden. 1947 wurde die erste Regionalversammlung Siziliens gewählt. Am 26. Februar 1948 wurde das Statut in ein Verfassungsgesetz der Italienischen Republik umgewandelt.
Bis 2001 wurde der Präsident der Regionalregierung (Presidente della Giunta Regionale) durch die Regionalversammlung gewählt. 2001 wurde die Direktwahl durch die Bevölkerung eingeführt und die Amtsbezeichnung in „Präsident der Region“ (Presidente della Regione) geändert.

## Staatssymbole

Flagge Siziliens

Staatssymbole der Autonomen Region Siziliens sind das Wappen und die Flagge Siziliens. Beide zeigen die Farben der Region, gelb und rot, in Dreiecksform und davor das Symbol der Triskele. Wappen und Flagge gehen auf die Sizilianische Vesper im Jahre 1282 zurück. In ihrer jetzigen Form wurden sie im Februar 2000 zu offiziellen Symbolen der Autonomen Region Sizilien erklärt.